# Bothrocophias microphthalmus
Espèce
Synonymes
- Bothrops microphthalmus Cope, 1875
- Lachesis pleuroxanthus Boulenger, 1912

Bothrocophias microphthalmus est une espèce de serpents de la famille des Viperidae. 

## Répartition
Cette espèce se rencontre en Équateur, dans l'Ouest de la Colombie, au Pérou et dans le Nord-Ouest de la Bolivie.

## Description
C'est un serpent venimeux.

## Publication originale
- Cope, 1875 : Report on the Reptiles brought by Professor James Orton from the middle and upper Amazon and western Peru. Journal of the Academy of Natural Sciences of Philadelphia, sér. 2, vol. 8, p. 159-183 (texte intégral).